# رحمان أحمدي
رحمان أحمدي ((بالفارسية: رحمان احمدی)، ولد 30 يوليو 1980 في نوشهر، إيران) لاعب كرة قدم إيراني يلعب كحارس مرمى في نادي سباهان في الدوري الإيراني منذ 2013.

## روابط خارجية
- رحمان أحمدي على موقع الاتحاد الدولي (مؤرشف)  (الإنجليزية)
- رحمان أحمدي على موقع قاعدة بيانات كرة القدم.إي يو (الإنجليزية)
- رحمان أحمدي على موقع ناشيونال فوتبول تيمز (الإنجليزية)
- رحمان أحمدي على موقع Soccerway.com (الإنجليزية)
- رحمان أحمدي على موقع كووورة
- رحمان أحمدي على موقع AS.com (الإسبانية)